# СЦ Пинки Земун
44° 50′ 25.87″ N 20° 24′ 39.58″ E / 44.8405194° С; 20.4109944° И
Спортски центар Пинки (СЦ Пинки) или само хала Пинки, спортски је центар у Београду, Србија. Центар се налази у насељу Доњи град у општини Земун. Име је добио по народном хероју Југославије Бошку Палковљевићу Пинкију.
Поред велике сале капацитета 1.500 седећих места за спортске манифестације и до 4.000 за музичке концерте, у склопу комплекса постоји више сала за борилачке спортове, гимнастику, балет, фитнес центар, куглана, сауна и затворени базен.
Корисници
Кошаркашки клуб Младост, Кошаркашки клуб Земун, Кошаркашки клуб Борац Земун, Рукометни клуб Нови Београд, Боксерски клуб Земун, Боксерски клуб Пинки, Боксерски клуб Партизан, Кик бикс клуб Земун, Кик бикс клуб Земун, Кик бикс клуб Батајница, Атлетски клуб Младост Земун, СУ ЗАК Атлетикус, Теквондо клуб ''Империум'', Теквондо клуб Таурунум, Џудо клуб Земун 53, Одбојкашки клуб АС Батајница, Гимнастички клуб ''Ритам'', Клуб за синхроно пливање ''Делфин'', Пливачки ватерполо клуб Земун, Ватерполо клуб Таурунум. 

## Историја
Отворен је 21. октобра 1974. поводом обележавања 30-годишњице ослобођења Земуна, а тада је назван Дом спортова, омладине и пионира Пинки (ДСОП Пинки). У оснивачком акту Скупштине општине Земун, из марта 1974. године, наведено је да је "Дом "ПИНКИ" установа од од ширег друштвеног интереса намењена деци, пионирима, омладини, радним људима и грађанима за задовољавање својих потреба у области културе, образовања и физичке културе", за шта је својим просторним капацитетима и кадровима била и оспособљена.
Средином 2000. године ДСОП Пинки се трансформише у Јавно предузеће КСЦ „Пинки-Земун“, које послује као акционарско друштво, у коме већински пакет акција (49%) поседује Нафтна индустрија Србије.
Данашњи Спортски центар Пинки Земун, основан је 30. августа 2021. године, у складу са Одлуком о оснивању Привредног друштва Спортски центар  „Пинки - Земун“ д.о.о. Београд, број 66-456/21-С („Сл. лист града Београда“, бр. 71/21). Овај спортски центар управља јавном својином чији је власник град Београд, који је и оснивач  СЦ Пинки. Привредни је субјект који се бави делатношћу од општег значаја, пре свега задовољењу спортских потреба корисника услуга, како оних који се професионално баве спортом тако и грађанства које се рекреативно бави спортом.
Основна делатност СЦ Пинки је пружање услуга грађанима у области спорта, физичке културе и рекреације, на стручан и квалитетан начин, у складу са инфраструктуром којом располаже, односно мисијом побољшања квалитета спортских и физичких активности у Земуну и Београду, кроз повезивање свих чинилаца који промовишу и унапређују спорт, физичко васпитање, рекреацију и здравље
СЦ Пинки управља директор, кога  складу са Одлуком о оснивању Привредног друштва Спортски центар  „Пинки - Земун“ д.о.о. Београд, именује Скупштина друштва.
У периоду од 1996—1998. директор КСЦ Пинки је био Александар Вучић.

## Галерија
- Велика сала СЦ Пинки -Queen tribute 2022. g